# Ibis siwopióry
Ibis siwopióry (Threskiornis melanocephalus) – gatunek dużego, częściowo wędrownego ptaka z rodziny ibisów (Threskiornithidae). Występuje w Azji – na Półwyspie Indyjskim, Półwyspie Indochińskim oraz we wschodniej Azji, gdzie niegdyś był bardziej rozpowszechniony. Od 2024 klasyfikowany jako gatunek najmniejszej troski (LC, Least Concern); wcześniej, od 1994 jako gatunek bliski zagrożenia wyginięciem (NT, Near Threatened). Zagrożenie dla tych ptaków stanowi osuszanie terenu, niepokojenie przez ludzi, zanieczyszczenie środowiska, przekształcanie środowiska ich życia w tereny rolnicze, odłów oraz wybieranie jaj i młodych z gniazd.
Ibisy siwopióre to średniej wielkości przedstawiciele rodziny. Ich upierzenie w większości jest białe, wyróżnia się naga, czarna skóra głowy i szyi oraz zagięty, czarny dziób. Nieopierzona skóra występuje również po bokach ciała i pod skrzydłami, jej kolor jest zmienny. W szacie godowej owe nagie połacie skóry zwracają uwagę swoją krwiście czerwoną barwą, nie zaś, jak poza okresem lęgowym, pomarańczową. Do tego w okresie lęgowym ptaki zyskują ozdobne wydłużone pióra u nasady szyi, szare barkówki, zmienia się barwa nóg, lotki II rzędu wymieniane są na inne, dające wrażenie postrzępionych. Ibisy siwopióre są częściowo wędrowne, nie poznano jednak dokładnie charakteru ich wędrówek. Obszary lęgowe rozciągają się od Pakistanu (dokładniej południowej prowincji Sindh) i Nepalu przez Indie po Cejlon. Prawdopodobnie ibisy siwopióre zamieszkują północno-wschodnie Chiny (Heilongjiang). Występują także w Kambodży, południowym Wietnamie, na Jawie i być może na Sumatrze. Zimowiska ciągną się przez południowe Chiny, Mjanmę, Tajlandię, Sumatrę i Filipiny. W niektórych krajach zasięg występowania się zmniejszył. W części państw ibisy siwopióre przebywają tylko w określonych porach roku.
Ibisy te zasiedlają różnorodne środowiska, zarówno na wybrzeżu, jak i w głębi lądu, zmienna jest także ich wilgotność. Widywane są w siedliskach ludzkich, w tym na polach ryżowych. Żyją głównie na terenach nizinnych, choć odnotowywano je do 950 m n.p.m. Pożywienia szukają głównie w stadach lub niewielkich grupach, rzadziej w parach. Ich pokarmem są niewielkie zwierzęta, zarówno bezkręgowce, jak i kręgowce; uzupełniają dietę o materię roślinną. Gniazdują w koloniach z ptakami wodnymi innych gatunków (czapliskach). Gniazdo może być umieszczone zarówno na drzewie wystającym ponad lustro wody, jak i bambusie. Ma formę platformy z gałęzi. Zniesienie liczy 2–4 jaja. Okres inkubacji zmienny w zależności od źródła: 23–25 lub 27–29 dni. Młode opierzają się w pełni po blisko 40 dniach życia, szatę dorosłą uzyskują w wieku około 3 lat.

## Taksonomia
Po raz pierwszy zgodnie z zasadami nazewnictwa binominalnego gatunek ten opisał John Latham w 1790, w drugim tomie Index ornithologicus. Holotyp pochodził z Indii. Nowemu gatunkowi Latham nadał nazwę Tantalus melanocephalus. Gatunek opisał już wcześniej w suplemencie do General synopsis of birds (1787), jednak bez nadania mu dwuczłonowej nazwy. W 1846 Brian Houghton Hodgson umieścił ibisa siwopiórego w rodzaju Threskiornis, który wyodrębnił George Robert Gray cztery lata wcześniej. Klasyfikacja ta jest obecnie (2020) podtrzymywana przez Międzynarodowy Komitet Ornitologiczny. Niektórzy autorzy, w tym Snow (1978), Lowe & Richards (1991) oraz Hancock, Kushan & Kahl (1992), uznają ibisa siwopiórego za jeden z taksonów w nadgatunku obejmującym prócz niego ibisa czczonego (T. aethiopicus) oraz czarnopiórego (T. molucca). Dawniej niektórzy autorzy uznawali go za jeden gatunek w połączeniu z ibisem czczonym, jak Ali & Ripley (1978). Odrębność zarówno od ibisów czczonych, jak i czarnopiórych – mimo ich bliskiego kontaktu z siwopiórymi w okolicach Celebesu i Moluków – została dostrzeżona na początku lat 90. XX wieku w seriach okazów muzealnych.

### Genetyka
W kariotypie ibisów siwopiórych 2n=68, podobnie jak u ibisów czczonych (T. aethiopicus), żółtoszyich (T. spinicollis) oraz czarnopiórych (T. molucca). Zidentyfikowano i zamieszczono w projekcie GenBank część regionów kodujących (CDS) genów CHD1W i CHD1Z, genów chromohelikazy wiążącej DNA; badanie ich intronów ma znaczenie przy ustalaniu płci badanych ptaków neognatycznych. Według De Boera & Van Brinka (1982) ibis czarnopióry (T. molucca) może być przodkiem zarówno ibisów siwopiórych, jak i czczonych (T. aethopicus); miałyby oddzielić się od ibisów czarnopiórych niezależnie względem siebie. Podawano w literaturze przypadki hybrydyzacji ibisów siwopiórych i ibisów żółtoszyich (T. spinicollis) lub czczonych (T. aethiopicus) oraz ibisów siwopiórych i warzęchy małej (Platalea minor). Jedna z hybryd ibisa siwopiórego i warzęchy małej wykluła się w ogrodzie zoologicznym w Berlinie. Był to samiec, przypominający budową dzioba ibisa-ojca, zaś pod względem upierzenia matkę-warzęchę. Miał skrzyżować się z warzęchą różową (Platalea ajaja) i wydać potomstwo (u warzęchy różowej 2n=72).

## Morfologia
Długość ciała wynosi 65–76 cm. Wymiary szczegółowe dla nieokreślonej liczby osobników z nieznanej lokalizacji (zbiory Bakera): długość skrzydła 343–370 mm, długość dzioba (od piór u nasady) 139–170 mm, długość skoku 99–115 mm, długość ogona 133–145 mm. Przynajmniej do 2007 roku nie odnotowano masy ciała. W porównaniu do innych ibisów siwopióre są średniej wielkości. Upierzenie w większości jest białe. Zwraca uwagę naga, czarna skóra głowy i szyi oraz zagięty w dół dziób. W porównaniu do innych ptaków rodzaju Threskiornis, miewających dziób o mocnej budowie lub smukłej sylwetce, ibisy siwopióre mają dziób o pośredniej sylwetce. Na szyi nie występuje worek skórny.

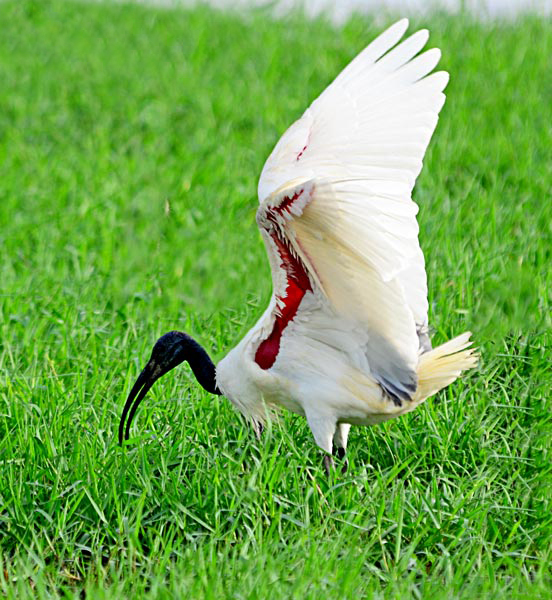
Krwistoczerwoną barwę naga skóra pod skrzydłami przybiera wyłącznie w szacie godowej

Występuje zróżnicowanie szat na spoczynkową i godową. Brak dymorfizmu płciowego. Upierzenie w większości śnieżnobiałe. Wyróżniają się barwne nagie obszary po bokach ciała oraz pod skrzydłem – w szacie spoczynkowej pomarańczowe, w godowej zaś krwistoczerwone. Tęczówka w okresie spoczynkowym ma barwę czerwonobrązową, nogi zaś od szarej po czarną. Dziób czarny. Wraz z nadejściem sezonu godowego pojawiają się szare barkówki, ptaki zyskują również wydłużone i postrzępione lotki II rzędu. Na szyi, u nasady, wyłaniają się ozdobne pióra przypominające źdźbła. Skóra głowy i szyi nabiera niebieskawego odcienia, nogi i stopy zmieniają barwę na połyskliwą czerń, na krótko także na czerwień. Sterówki i podbarkówki mają wówczas jasną, żółtobrązową barwę. Osobniki młodociane wyróżnia zakres nieopierzonej skóry – obejmuje wyłącznie okolice oka i boki głowy, resztę szyi porastają białe pióra z brązowymi i czarnymi wzorami. Ponadto ich tęczówki są brązowe, a dzioby krótsze, niż u dorosłych ptaków. U młodych ptaków występuje na bokach ciała i pod skrzydłami naga czarna skóra. 
W 2008 w Gudźarat zaobserwowano dwadzieścia ptaków z nietypowymi czerwonymi elementami w górnej części grzbietu, na szyi, gardle i kantarku. Wcześniej w literaturze nie było o nich wzmianek. Ptaki z czerwonymi plamami o różnym zasięgu obserwowano również w 2003 (informacja słowna), 2005 (zdjęcie), 2010 i 2011 (zdjęcia oraz artykuł). Simon Bruslund, pracownik Weltvogelpark Walsrode mającego też w kolekcji ibisy Threskiornis, zaobserwował podobne plamy u samicy ibisa białookiego (T. bernieri). Samoczynnie zniknęły po kilku tygodniach. Poza tym zachowane zostały fotografie ibisów czarnopiórych z czerwonymi elementami szyi. Nie jest znana przyczyna ich powstawania ani rola, jaką pełnią. W 2016 w Bhilwara zauważono i sfotografowano leucystycznego osobnika. Traktujący o tej obserwacji artykuł z 2017 był prawdopodobnie pierwszym opisem przypadku aberracji barwnej u ibisa siwopiórego w literaturze.

## Zasięg występowania
Ibisy siwopióre są częściowo wędrowne. Obszary lęgowe ciągną się od Pakistanu (południowa prowincja Sindh) i Nepalu przez Indie po Cejlon. Prawdopodobnie występują również w północno-wschodnich Chinach (Heilongjiang). Występują także w Kambodży, południowym Wietnamie, na Jawie i prawdopodobnie Sumatrze. Zimowiska ciągną się przez południowe Chiny, Mjanmę, Tajlandię, Sumatrę i Filipiny. W niektórych krajach zasięg występowania uległ pomniejszeniu. Pory występowania w różnych obszarach są odmienne.
W Pakistanie rozprzestrzeniony rzadko, głównie w dolinie Indusu; obecny całorocznie. W Nepalu to częsty ptak osiadły, szczególnie liczny w południowo-wschodniej części kraju. W Indiach ibisy siwopióre są szeroko rozprzestrzenione, w zachodniej części kraju pospolitsze. W latach 90. XX wieku podejrzewano, że mogą lokalnie poszerzać zasięg ze względu na tworzone przez ludzi tereny podmokłe. Już pod koniec XIX wieku odnotowano rozpowszechnienie tych ptaków w Indiach. Na Cejlonie pospolity na nizinach, szczególnie w suchszych obszarach. Pod koniec XIX wieku podobny nizinny zasięg na Cejlonie odnotował Legge (żołnierz i ornitolog okresu kolonialnego); wspominał między innymi o występowaniu tego ptaka w kilku miejscach na wybrzeżu.
Do Japonii sporadycznie ibisy siwopióre zalatują w sezonie zimowym – od października do kwietnia. Odnotowywano je od Hokkaido do Riukiu, częściej jednak w południowych obszarach. Źródło z 2018 roku nie wspomina o liczbie tych obserwacji. Od 1874 do 1985 miało miejsce 77 obserwacji w Japonii, dotyczyły łącznie 115 osobników. W latach 80. XX wieku zanotowano wzrost obserwacji w stosunku do lat poprzednich, co wyjaśniono wzrostem zainteresowania obserwacjami ptaków. Gniazdowanie w Heilongjiang (północne Chiny) nie jest potwierdzone, choć w 1990 Archibald poinformował o 25 gniazdach w kolonii w północnych obszarach tej prowincji. W Chinach poza sezonem lęgowym widuje się ibisy siwopióre, choć nieczęsto, wzdłuż wschodnich i południowych wybrzeży. Niekiedy zapuszczają się w głąb lądu, do prowincji Junnan i Syczuan. W Hongkongu ibisy regularnie zjawiają się zimą, okazjonalnie również latem. Ptaki te odnotowywano też w Korei Południowej; w 2004 miało miejsce pierwsze stwierdzenie w tym kraju od ponad 20 lat. W większości północnej części zasięgu ibisy siwopióre migrują lub ulegają jakiemuś rodzajowi dyspersji; ich przemieszczanie się nie jest dokładnie poznane. Ptaki wyprowadzające lęgi w Mandżurii tradycyjnie zimowały w południowej i wschodniej części Chin oraz w Japonii. Współcześnie zasięg w Chinach jest mocno ograniczony, w Japonii zaś to jedynie rzadko zalatujący ptak.
W Bangladeszu ibisy siwopióre występują lokalnie, pojawiają się u wybrzeża i w północno-wschodniej części kraju. Na Filipinach notowane są rzadko, poza sezonem lęgowym i w południowej części kraju. W Mjanmie nieczęste, ale szeroko rozprzestrzenione poza okresem lęgowym. W Tajlandii liczebność spadła, w latach 90. XX wieku był to już nieczęsty gość w okresie zimowym. Z Laosu pochodzi tylko jedno stwierdzenie sprzed 1950. Wietnamska populacja pod koniec XX wieku ograniczona była do kilku kolonii. W Kambodży były to ptaki pospolite jeszcze na początku lat 60. XX wieku; w latach 90. XX wieku gniazdowało w tym kraju już niewiele ptaków i skupione były głównie wokół Tonle Sap. Co więcej, także i liczebność w Malezji zmalała, prawdopodobnie dawniej ibisy gniazdowały na zachodzie kraju. W Indonezji ibisy siwopióre miały, według informacji z lat 90. XX wieku, pojawiać się z rzadka zimą na Sumatrze – gdzie być może gniazdowały – i północnym Borneo. Jedna niepotwierdzona obserwacja miała miejsce na Celebesie. Na Jawie na początku XX wieku obecne były liczne kolonie lęgowe, pod koniec tamtego stulecia ibisy występowały już lokalnie, a liczebność spadała. Potwierdzają to informacje z 2012.

## Ekologia i zachowanie
Ibisy siwopióre wybierają różnorodne środowiska życia, mogą żerować zarówno w pobliżu wód, jak i nad wodą, i w interiorze, i na wybrzeżu. Żerują niekiedy i na suchych obszarach, szukają też odpadków przy kanałach lub na ulicach. Osiedlają się na słodkowodnych mokradłach, jeziorach, rzekach, podmokłych terenach trawiastych, polach ryżowych, przy strumieniach, błotnych równinach, słonych mokradłach i przybrzeżnych lagunach. W większości ptaki te żyją na nizinach, jednak dostrzegane były i w okolicy 950 m n.p.m. W Nepalu występują na wysokości 75–200 m n.p.m. (starsze dane z 2001 mówią o 120–150 m n.p.m.). Na ogół ibisy siwopióre żerują w stadach, małych grupach lub w parach, niekiedy samotnie. W badaniu nad ptakami wodnymi Uttar Pradesh zaobserwowano 141 grup tych ibisów i liczyły one średnio 8,6 osobnika. Wzbijając się do lotu ibisy siwopióre gwałtownie uderzają skrzydłami, co generuje świszczące dźwięki.

### Pożywienie
Na większość pożywienia ibisów siwopiórych składają się zwierzęta – ryby, płazy bezogonowe, mięczaki, bezkręgowce i niewielkie gady. Używanie tradycyjnych na subkontynencie indyjskim bambusowych sieci do łowienia ryb wpływa pozytywnie na zagęszczenie ibisów siwopiórych. W 2016 udokumentowano żerowanie na truchle bydlęcym przez dwa młodociane ibisy. Wcześniej spośród wszystkich ibisów tylko u dwóch gatunków obserwowano zjadanie padliny. Ibisy siwopióre pobierają także pokarm roślinny. W jednym z ogrodów zoologicznych zauważono, jak ibis siwopióry zjada liście wierzby (Salix), a także wróbla (Passer domesticus).

### Lęgi

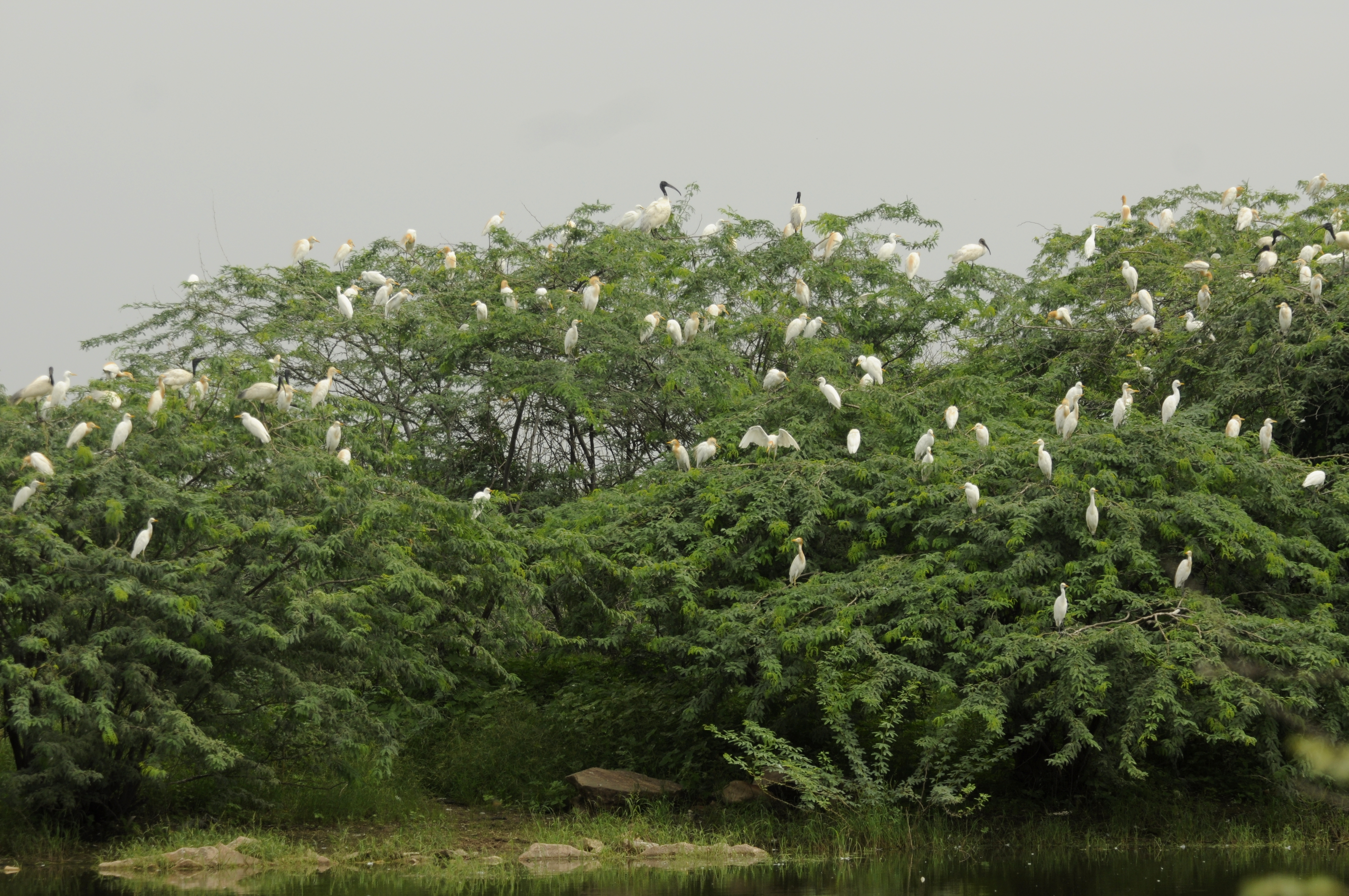
Kolonia ibisów siwopiórych i czapli złotawych (Bubulcus ibis); okolica Dźodhpur, Radżastan, Indie

Okres lęgowy zmienny w zależności od regionu występowania. W Nepalu trwa od czerwca do października, w północnych Indiach od czerwca/lipca do października, w południowych Indiach i na Cejlonie od listopada do lutego/marca. Nowsze dane, z 2004, mówią o innej porze lęgowej. Na czaplisku w Kumarakom w stanie Kerala (południowe Indie) gniazda odnotowywano od czerwca do września – nie wspomniano jednak, do kiedy aktywne – zaś w międzyczasie widywano pisklęta i młode osobniki. Według doniesień rdzennych mieszkańców na Sumatrze ibisy siwopióre gniazdują (lub gniazdowały, bowiem ich status na tej wyspie nie jest pewny) dwa miesiące po innych ptakach wodnych – od września do grudnia. W zachodniej części Jawy jaja znajdywano od kwietnia do sierpnia. Aktywność lęgową ibisy siwopióre rozpoczynają od lotów tokowych. Ibisy przerywają je na krótko, wówczas stoją w grupie innych ibisów z rozłożonymi ogonami, opuszczonymi skrzydłami i rozłożonymi ozdobnymi piórami. Podczas lotów tokowych dużą rolę odgrywa ozdobna krwistoczerwona naga skóra na spodzie skrzydła. Samce „pojedynkują się” z innymi poprzez przybieranie poziomego położenia ciała i pozorowanie ataku otwartym dziobem w ich stronę. Niekiedy stoją tuż obok innych samców, niemal dotykając ich i patrząc w tę samą stronę z dziobem wzniesionym ku górze, odzywają się chrapliwym głosem. Do samic zalecają się poprzez gwałtowne zamykanie szeroko otwartego dzioba, niekiedy z trzaśnięciem (ang. bill popping) i przechyleniem głowy do tyłu tak mocno, że dotyka grzbietu, z jednoczesnym skierowaniem dzioba ku górze (co ma miejsce częściej). Samice mogą się odwdzięczać podobnymi zachowaniami, gdy zbliżą się do proponowanych przez samca miejsc na gniazdo. Jeśli samica zbliży się do tokującego samca, może zostać przepędzona lub ten będzie kontynuował swoje zaloty poprzez ukłony z wyciągniętą szyją i głową; szyje i dzioby potencjalnych partnerów mogą krzyżować się. Następnie ptaki czyszczą się, lecz nie wzajemnie.
Ibisy siwopióre gniazdują w czapliskach wraz z ptakami wodnymi innych gatunków, niekiedy jednak tylko w towarzystwie innych ibisów siwopiórych. W koloniach prócz ibisów mogą gniazdować czaple złotawe (Bubulcus ibis), czaple białe (Ardea alba), kormorany skromne (Phalacrocorax niger), czaple nadobne (Egretta garzetta), warzęchy zwyczajne (Platalea leucorodia), kleszczaki azjatyckie (Anastomus oscitans), dławigady indyjskie (Mycteria leucocephala) i ślepowrony zwyczajne (Nycticorax nycticorax). Przeważnie ibisy umieszczają swoje gniazda wyżej od czapli i kormoranów. Budowane są głównie na średniej wielkości drzewach, jak akacje (Acacia), jadłoszyny (Prosopis), kebeny (Barringtonia), tamaryndowiec indyjski (Tamarindus indica), Pithecellobium dulce (mimozowe), rosnących nieopodal wody, a niekiedy na częściowo zanurzonych krzewach, na przykład głożynie (Zizyphus) czy kaparach Capparis zeylanica. Mogą być umieszczane na bambusach. Znajdywano również gniazda na roślinach namorzynowych – Sonneratia caseolaris, ketmii lipowatej (Talipariti tiliaceum), Annona glabra i Flagellaria indica. Ptaki zaczynają kopulować ze sobą – zarówno w parze, jak i poza (promiskuityzm) – jeszcze przed budową gniazda. Podczas niej samica pozostaje w miejscu, gdzie ma powstać gniazdo, zaś samiec dostarcza jej materiały do budowy, trwającej 4–6 dni. Łączenie materiałów przeznaczonych na gniazdo jest zadaniem obydwu ibisów z pary, choć tylko samiec je zbiera. Według jednego z badań, dziennie dostarczanych jest w wybrane miejsce 27–29 gałązek; odpowiednich gałązek samiec zaczyna poszukiwać tuż po wschodzie słońca. Samica może podbierać gałęzie z innych gniazd. Gniazda mają formę platformy z gałęzi o średnicy 25–30 cm. Nierzadko położone są one bardzo blisko siebie, nieraz w odległości kilku centymetrów, co prowadzi do agresywnych potyczek w ich okolicy. W koloniach lęgowych ibisy siwopióre starają się tworzyć skupiska gniazd własnego gatunku, by nie przeplatały się one z gniazdami innych ptaków. Zdarzają się przypadki ponownego używania gniazd.

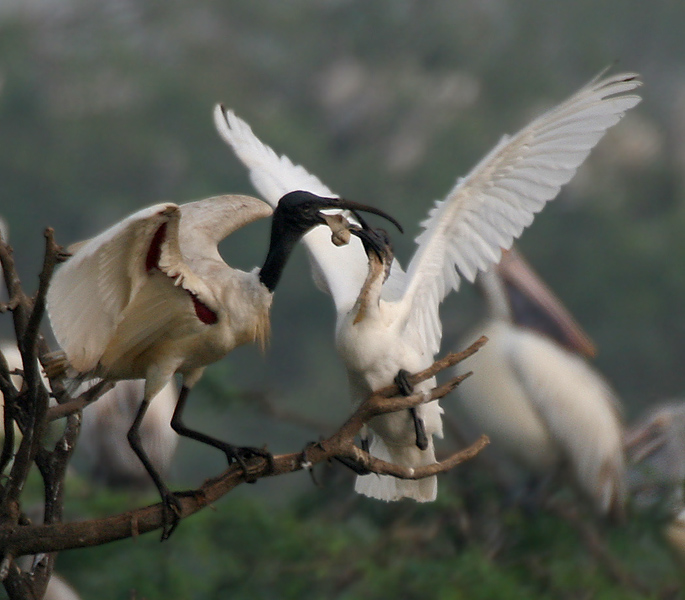
Karmienie młodego osobnika

Zniesienie liczy od 2 do 4 jaj. Średnie wymiary dla 150 jaj: 63,5 na 43,1 mm. Skorupka, owalna w kształcie, ma barwę kredowobiałą z niebieskawym odcieniem. Zdobią ją drobne plamki, jasno- i ciemnobrązowe, najgęściej rozmieszczone na szerszym końcu jaja. Dane na temat okresu inkubacji są zmienne; podawana jest długość 23–25 dni i 27–29 dni (dotyczy ptaków w niewoli). W wysiadywaniu biorą udział obydwa ptaki z pary. Podczas upałów wysiadujący czy stojący na krawędzi gniazda ptak częściowo otwiera dziób, zaś jego gardło ustawicznie pulsuje. Po wykluciu się piskląt opiekę nad nimi sprawują obydwa ptaki z pary. Młode, prosząc o pokarm, łapią dziób rodzica, a gdy ten otworzy dziób, wtykają swój do gardła dorosłego. Ten karmi potomka zwróconym pokarmem. W żołądkach młodych, pokrytych jeszcze puchem piskląt znajdowano papkowatą materię rośliną – zieloną i oliwkowobrązową – oraz pokrywy niewielkich, blisko półcentymetrowych, czarniawych chrząszczy. Zazwyczaj w najgorętszej porze dnia rodzice nie karmią potomstwa, zamiast tego stoją – nierzadko w dwójkę – na gnieździe i osłaniają je od palącego słońca. Tygodniowe pisklęta mają jasnoróżowe dzioby. U młodych w wieku 2–3 tygodni na jaśniejszej szyi obecne są czarne plamy. Wraz z rozwojem młodych ptaków plamy te poszerzają swój zasięg póki cała szyja i głowa nie sczernieją. Młode są w pełni opierzone po blisko 40 dniach życia. Osobniki młodociane tracą szatę młodocianą w wieku blisko 3 lat.
W 1994 najstarszy znany ibis siwopióry przeżył 28 lat i 3 miesiące; przebywał w ogrodzie zoologicznym w Amsterdamie. W Opel-Zoo (Königstein im Taunus, Hesja) stwierdzono przypadek czasowego nachodzenia się kolejnych lęgów, nie jest jednak wiadome, czy dzieje się tak w naturze.
Na sukces lęgowy ibisów siwopiórych pozytywny wpływ mają odpowiednie opady czy żerowiska. Na przeżywalność młodych w koloniach oddziałuje drapieżnictwo, głównie ze strony ptaków szponiastych. Jajami i pisklętami pożywiają się wrony orientalne (Corvus splendens), bieliki wschodnie (Haliaeetus leucoryphus) i orliki grubodziobe (Clanga clanga). Ibisy w koloniach dręczone są też przez wrony wielkodziobe (C. macrorhynchos), kanie bramińskie (Haliastur indus) i makaki królewskie (Macaca mulatta).

## Status i zagrożenia
IUCN od 2024 uznaje ibisa siwopiórego za gatunek najmniejszej troski (LC, Least Concern); wcześniej, od 1994 uznawany był za gatunek bliski zagrożenia wyginięciem (NT, Near Threatened). W Chinach w 2015 w lokalnej Czerwonej Księdze gatunek widniał jako krytycznie zagrożony. Na populację ibisów siwopiórych negatywny wpływ ma osuszanie terenu, niepokojenie przez ludzi, zanieczyszczenie środowiska, przekształcanie środowiska ich życia w tereny rolnicze, odłów oraz wybieranie jaj i młodych z gniazd. Na początku lat 90. XX wieku ochronę ibisów siwopiórych Hancock i Kushan ocenili jako wystarczającą jedynie w przypadku populacji indyjskiej i wietnamskiej.
Szacunki dotyczące liczebności są różne. W 2002 organizacja Wetlands International szacowała liczebność ibisów siwopiórych w Azji Południowo-Wschodniej na 10 tys. osobników, a w Południowej na 25 tys. osobników. Podczas Asian Waterbird Census 2006 zaobserwowano następującą liczbę ibisów w danych państwach: Malezja – 2; Tajlandia – 2; Mjanma – 252–340. Zdaniem autorów artykułu z 2012 dotyczącego spadku liczebności tych ptaków w Indonezji, poprzednie dane o liczebności w Azji Południowo-Wschodniej były mocno przeszacowane. Według Iqbala i Hasudungana mogło ich być wówczas mniej niż 1000. W najnowszej ewaluacji statusu gatunku (2024) BirdLife International podaje, że dotychczasowe dane o liczebności z Azji Południowej były mocno niedoszacowane, te z Azji Południowo-Wschodniej prawdopodobnie też; organizacja ta ocenia całkowitą liczebność populacji na 250–500 tysięcy dorosłych osobników, a jej trend ocenia jako wzrostowy. Na podstawie tych informacji IUCN zmieniła status gatunku na „najmniejszej troski”.
Ibisy siwopióre występują w licznych rezerwatach, parkach narodowych i innych obszarach chronionych (w nawiasie podano datę obserwacji lub publikacji materiałów źródłowych), między innymi:
- Nepal: Rezerwat Przyrody Koshi Tapu (2001)[27]
- Indie: Park Narodowy Keoladeo[32], Park Narodowy Keibul Lamjao (w 2018 odnotowany tam po raz pierwszy po 16 latach w stanie Manipur)[48], Park Narodowy Bhitarkanika (2010)[49], Park Narodowy Sultanpur (2016)[50], Park Narodowy Dudhwa (1991–1944; rzadki)[51], Park Narodowy Kaziranga (1998–1999)[52], Ostoja ptaków Ranganathittu[32], Ostoja ptaków Gudavi (2009)[43]
- Sri Lanka: Park Narodowy Chundikkulam (1989)[53]
- Chiny: Rezerwat Przyrody Zhalong (przed 1992 jako gniazdujący w niewielkiej liczbie[32]; 2001[54]), Rezerwat Przyrody Dajiahe (2004)[55]
- Tajlandia: Khuan Khi Sian (1999; mokradła objęte konwencją ramsarską)[56]